# Công đồng Florence
Công đồng Florence diễn ra từ năm 1414 -1418. Phiên đầu họp ở Basel, sau đó dời về Ferrara, rồi về Florence. Có khoảng 150 giám mục Tây Phương, 30 giám mục Đông Phương tham dự. Công đồng đã đưa ra nhiều phương thức hợp nhất Giáo hội.
Nội dung của công đồng:
1. Hiệp nhất với Giáo hội Hy Lạp (Laetentur Caeli, 06 tháng 7 năm 1439), tìm cách giải quyết những bất đồng quan điểm liên quan đến: Luyện ngục, Thánh Thần, Thánh Thể, Giáo hoàng.
2. Hiệp nhất với Giáo hội Armenia (Exultate Deo, 22 tháng 11 năm 1439).
3. Phản đối phong trào Duy Công Đồng (Concilarism, Conciliar Movement), cũng như Chủ nghĩa Duy Giáo hoàng.